# Кастер, Джордж Армстронг
Джо́рдж А́рмстронг Ка́стер (англ. George Armstrong Custer; 5 декабря 1839 — 25 июня 1876) — американский кавалерийский офицер, прославившийся безрассудной храбростью, необдуманностью действий и безразличием к потерям.

## Биография
Родился в Нью-Рамли (Огайо) в семье фермера и кузнеца немецкого происхождения Иммануила Джорджа Кастера и Мэри Киркпатрик. Предки отца Пауль и Гертруда Кюстер эмигрировали в 1693 году в английские колонии Северной Америки из курфюршества Пфальц в Рейнской области. И по правилам английской фонетики, они из Кюстеров сделались Кастерами. Предки его матери имели англо-ирландско-шотландское происхождение. Согласно сохранившейся семейной переписке, назван был в честь известного пресвитерианского священника Джорджа Д. Армстронга, поскольку родители желали ему духовной карьеры.
После окончания школы в 1856 году поступил в академию Вест-Пойнт, из которой был выпущен в 1861 году в связи с началом гражданской войны. При этом из 34 выпускников того года занимал среди них последнее место по успеваемости в учёбе и поведению. Несмотря на это, в 23 года он получил временное звание бригадного генерала, а затем и временное звание генерал-майора добровольцев (в связи с чем в литературе он обычно упоминается именно как генерал Кастер) благодаря смелым манёврам на поле боя. 
Во время войны неоднократно повышался-понижался в звании. В исторической битве при Геттисберге 1-3 июля 1863 года его батальон потерял 257 человек, а сам он получил за храбрость чин майора. В 1865 году преследовал генерала Ли, принудив того к капитуляции. С окончанием войны и демобилизацией перешёл в регулярную армию в постоянном чине подполковника, после чего воевал на Западе против индейцев. Начиная с 1866 года Кастер подвергался политическим нападкам за беспощадность по отношению к побежденным индейцам. Но, несмотря на это, его популярность среди американской общественности росла.
В 1867 году принял участие в кампании Хэнкока против шайеннов и сиу. В том же году попал под трибунал и был отстранён от службы за самовольную отлучку из форта Уоллес в форт Райли, где хотел повидаться с супругой.
В сентябре 1868 года вновь назначен на службу. В середине октября 1868 года генерал Филип Шеридан начал планировать карательную экспедицию против южных шайеннов. Когда вождь Чёрный Котёл посетил Форт-Кобб, примерно в 100 милях от местонахождения его лагеря, чтоб заверить командующего фортом, что он хочет жить в мире с белыми людьми, ему сказали, что армия США уже начала военную кампанию против враждебных индейских племён. Индейский агент сказал вождю, что единственное безопасное место для его людей — окрестности форта. Чёрный Котёл поспешил вернуться в свой лагерь на реке Уошито и начал подготовку к переходу к форту. На рассвете утром 27 ноября 1868 года солдаты кавалерийского полка Джорджа Кастера атаковали селение Чёрного Котла. Событие стало известным как битва при Уошите. При попытке пересечь реку Чёрный Котёл и его жена были застрелены в спину и погибли. Солдаты убили многих шайеннов, в основном женщин и детей. 
В 1873 году Кастер принял участие в исследовательской экспедиции в район реки Йеллоустон, в следующем году — в топографической экспедиции в Дакоту. 
Погиб 25 июня 1876 года при атаке на превосходящие силы индейцев под командованием Сидящего Быка и Неистового Коня при Литл-Бигхорне, в ходе которой отряд его был разгромлен. Труп Кастера был с трудом опознан на поле боя по сохранившимся знакам отличия. После чего он, завёрнутый в одеяла, был захоронен там же вместе со своим братом Томом в неглубокой могиле, которая вскоре была разорена хищниками. 10 октября 1877 года собранные с трудом оставшиеся кости генерала были торжественно перезахоронены с почестями на национальном кладбище в Вест-Пойнте. В то же время, спорно, принадлежат ли перезахороненные в Вест-Пойнте останки Кастеру или нет, так как провести исследование ДНК предполагаемые родственники генерала не дозволили.

## Память

### Кинематограф
- «Последняя битва Кастера[англ.]» — фильм 1912 г.; в роли Кастера — Фрэнсис Форд.
- «Генерал Кастер при Литл-Бигхорне» (англ. General Custer at Little Big Horn) — фильм 1926 г.; в роли Кастера — Джон Бек.
- «Последняя граница» (англ. The Last Frontier) — телесериал 1932 г.; в роли Кастера — Уильям Десмонд.
- «Последняя битва Кастера» (англ. Custer's Last Stand) — телесериал 1936 г.; в роли Кастера — Фрэнк Мак-Глинн.
- «Человек с равнин» (англ. The Plainsman) — фильм 1936 г.; в роли Кастера — Джон Мильян.
- «Дорога на Санта-Фе» (англ. Santa Fe Trail) — фильм 1940 г.; в роли Кастера — Рональд Рейган.
- «Они умерли на своих постах», или «Они умерли в сапогах» (англ. They Died with Their Boots On) — фильм 1941 г., созданный по мотивам биографии генерала; в роли Кастера — Эррол Флинн.
- «Тропа войны» (англ. Warpath) — фильм 1951 г.; в роли Кастера — Джеймс Милликен.
- «Сидящий Бык» (англ. Sitting Bull) — фильм 1954 г.; в роли Кастера — Дуглас Кеннеди.
- «Тонка» (англ. Tonka) — фильм 1958 г.; в роли Кастера — Бритт Ломонд.
- «Великая резня Сиу» (англ. The Great Sioux Massacre) — фильм 1965 г.; в роли Кастера — Филипп Кэри.
- «Человек с равнин» (англ. The Plainsman) — фильм (римейк) 1966 г.; в роли Кастера — Лесли Нильсен.
- «Последний подвиг[англ.]», или «Кастер на Западе» (англ. Custer of the West) — фильм 1967 г.; в роли Кастера — Роберт Шоу.
- «Маленький большой человек» (англ. Little Big Man) — фильм 1970 г.; в роли Кастера — Ричард Маллиган.
- «Не трогай белую женщину» (фр. Touche pas a la femme blanche) — фильм 1974 г., в роли Кастера — Марчелло Мастроянни.
- «Сын утренней звезды» (англ. The Son of the Morning Star) — в фильме 1991 г., в роли Кастера — Гэри Коул.
- «Выпуск 61−го года» (англ. Class of '61) — телефильм 1993 г., посвящённый молодым годам генерала и учёбе в Вест-Пойнте; в роли Кастера — Джош Лукас.
- «Доктор Куин, женщина-врач» (англ.  Dr. Quinn, Medicine Woman) — американский телесериал 1993-1998 гг.; в роли Кастера — Джейсон Леланд Адамс.
- «На Запад» (англ. Into the West) — мини-сериал 2005 г.; в роли Кастера — Джонатан Скарф.
- «Дикий Запад» (англ. The Wild West) — мини-сериал 2006-2007 гг.; в 1 серии в роли Кастера[5] — Тоби Стивенс.
- «Ночь в музее 2» (англ. Night at museum 2) — фильм 2009 г.; в роли Кастера — Билл Хейдер.
- «Ад на колёсах» (англ. Hell on Wheels) — телесериал 2011 г.; роль генерала, который появляется в 14 серии 5 сезона, исполняет Кристофер Бакус.
- «Нелепая шестёрка» (англ. The Ridiculous 6) — фильм 2015 г.; в роли генерала —  Дэвид Спейд.

### Компьютерные игры
- «Custer's revenge»
- «Age of Empires III: The WarChiefs»

### Музыка
- Песня «Custer» с альбома «.5: The Gray Chapter» американской метал группы Slipknot
- Песня «Custer’s Last Stand» шведской пауэр-метал группы Civil War
- Песня «The Seventh Cavalry» американской дэт-метал группы Misery Index
- Песня «General Custer» поп-группы Swan (входила в сборник Italo Disco)